# Deltek
Deltek är ett amerikanskt företag som levererar affärs- och verksamhetssystem för projektorienterade verksamheter. Deltek har 16 500 kunder och 2 miljoner användare i 80 länder. 
Företaget står bland annat bakom affärssystemet Maconomy och resursplaneringsverktyget People Planner. Företagets lösningar syftar till att förbättra marknadsbearbetning och försäljning, optimera resurser, effektivisera processer och leverera mer lönsamma projekt.
Det svenska dotterbolaget finns i Stockholm och har ca 30 anställda. 